# Щитник розлогий
Щитник розлогий, щитник розпростертий (Dryopteris expansa) — багаторічна трав'яниста рослина родини щитникові (Dryopteridaceae), яка заввишки до близько 40 см і має довге, тонке кореневище.

## Опис
Листки мономорфні, зелені, до 80(100) см (вкл. черешки 1/2–1/3 довжини пластини), 3–4-перисті. Черешок має досить численні від блідо- до червонувато-коричневих лусочки часто з більш темними центрами. Пластина трикутно-яйцевида. Хромосом: 2n = 82.

## Поширення
Азія: Росія; Туреччина. Європа: Білорусь; Україна; Естонія; Латвія; Литва; Австрія; Бельгія; Чехія; Німеччина; Угорщина; Нідерланди; Польща; Словаччина; Швейцарія; Данія; Фінляндія; Ісландія; Об'єднане Королівство; Болгарія; Греція; Італія; Румунія; Сербія; Словенія; Франція; Португалія; Іспанія. Північна Америка: Канада; США; Гренландія. Населяє круті, часто вологі місця в лісах і гірських ущелинах.